# Islam in Myanmar

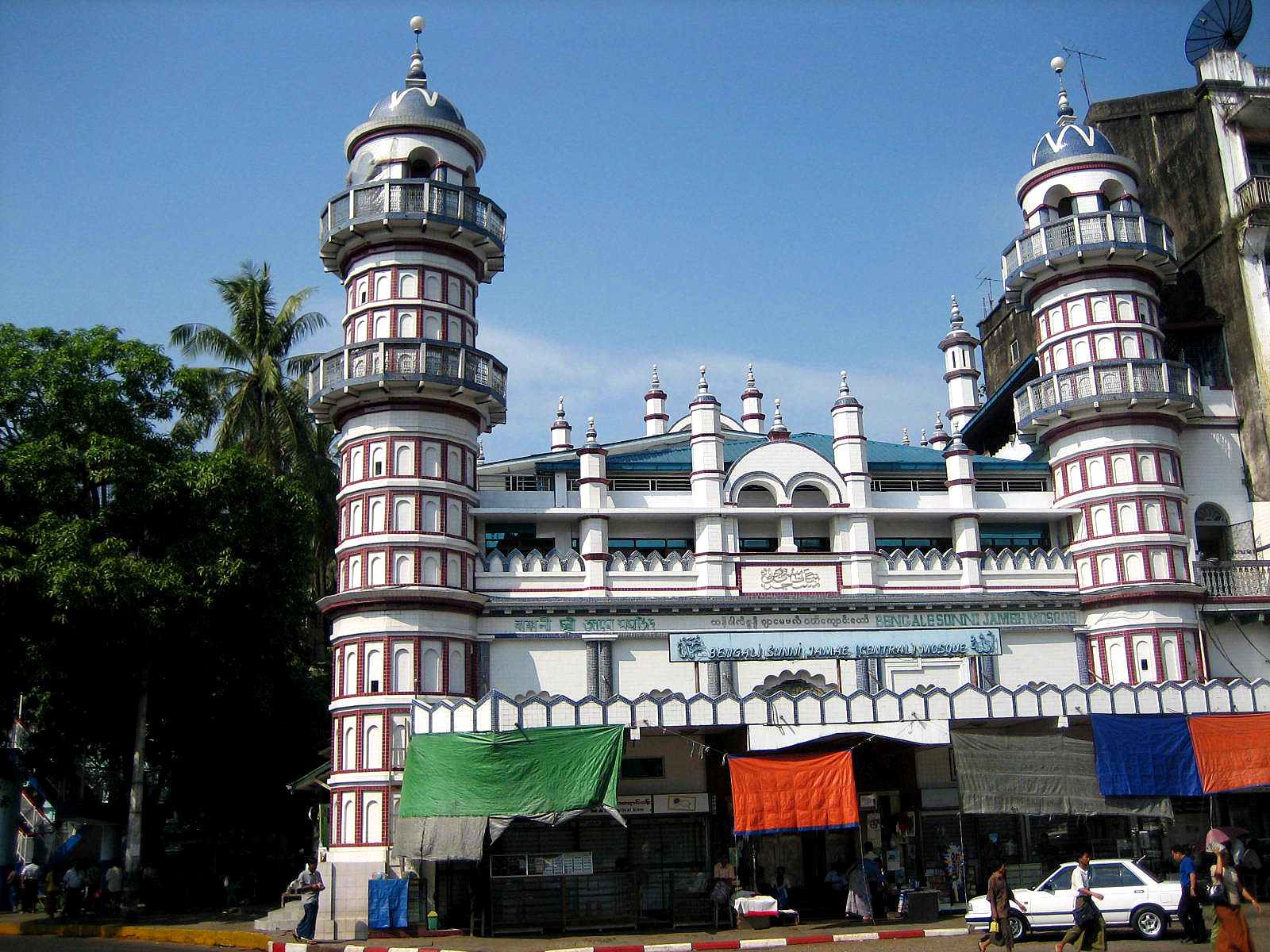
Een moskee in Yangon

De islam in Myanmar is de op twee na grootste religie in het land: alleen het boeddhisme en het christendom zijn omvangrijker. Volgens de meest recente volkstelling van 2014 was ongeveer 4,3% van de bevolking islamitisch, oftewel 2.237.495 van de ruim 50 miljoen inwoners. De meeste moslims in Myanmar maken deel uit van het Rohingya-volk, maar er zijn ook andere islamitische minderheden aanwezig, waaronder de Kamein en de Panthay (islamitische overzeese Chinezen).

## Mens en maatschappij

### Verspreiding

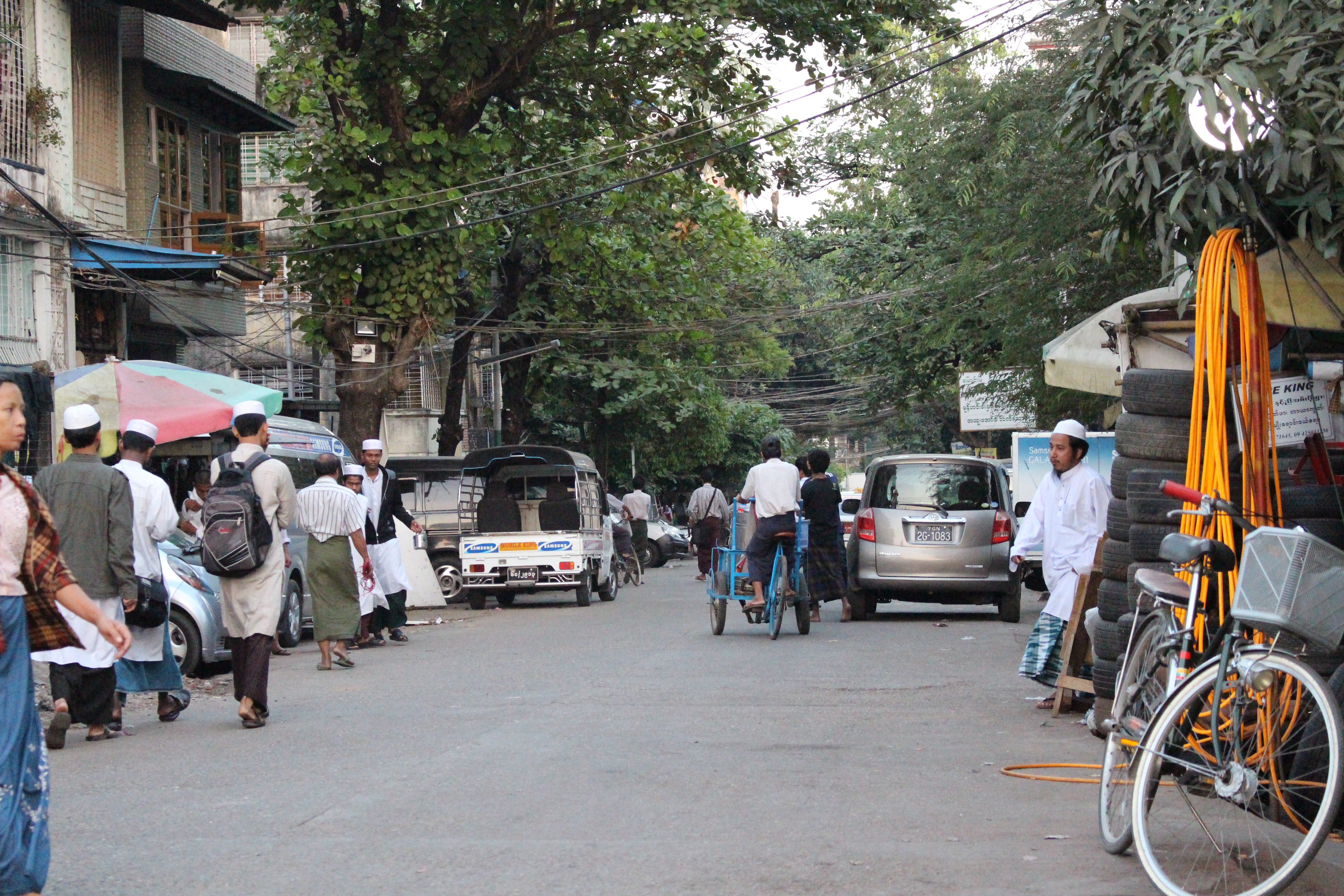
Moslimmannen in de straten van Yangon

Ongeveer de helft van de moslims in Myanmar woont in de staat Rakhine in het zuidwesten van het land. De islam wordt in Rakhine aangehangen door 35,1% van de bevolking en vormt een significante minderheidsreligie in de regio. De andere staten/regio’s hebben een beduidend lager percentage moslims in verhouding tot de totale bevolking. In Mon (5,8%), Tanintharyi (5,1%), Yangon (4,7%) en Kayin (4,3%) wonen verhoudingsgewijs meer moslims ten opzichte van de rest van Myanmar. 
| Plaats                    | Bevolking (2014) | Aantal moslims | %     |
| ------------------------- | ---------------- | -------------- | ----- |
| Ayeyarwady                | 6.184.829        | 84.073         | 1,4%  |
| Bago                      | 4.867.373        | 56.753         | 1,2%  |
| Chin                      | 478.801          | 690            | 0,1%  |
| Kachin                    | 1.642.841        | 26.789         | 1,6%  |
| Kayah                     | 286.738          | 3.197          | 1,1%  |
| Kayin                     | 1.431.377        | 68.459         | 4,3%  |
| Magway                    | 3.912.791        | 12.311         | 0,3%  |
| Mandalay                  | 6.145.588        | 187.785        | 3,0%  |
| Mon                       | 2.050.282        | 119.086        | 5,8%  |
| Rakhine                   | 3.188.807        | 1.118.731      | 35,1% |
| Shan                      | 5.815.384        | 58.918         | 1,0%  |
| Sagaing                   | 5.320.299        | 58.987         | 1,1%  |
| Tanintharyi               | 1.406.434        | 72.074         | 5,1%  |
| Yangon                    | 7.355.075        | 345.612        | 4,7%  |
| Naypyidaw Union Territory | 1.160.242        | 24.030         | 2,1%  |
| Myanmar                   | 51.486.253       | 2.237.495      | 4,3%  |

### Onderdrukking

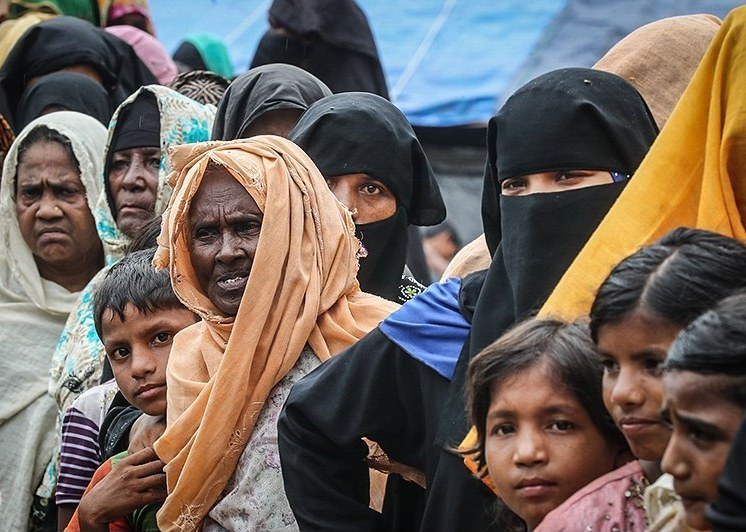
Rohingya-vluchtelingen uit Myanmar in het vluchtelingenkamp Kutupalong, Bangladesh

Volgens mensenrechtenorganisaties hebben de Rohingya, veruit de grootste moslimgroepering in het land, met zware repressie te maken en wordt hun bestaan als nationale etnische minderheid ontkend. Zo'n 300.000 Rohingya zijn uit de staat gevlucht voor etnisch geweld en leven in vluchtelingenkampen op de grens tussen Myanmar en Bangladesh. In 2017 kwam de de facto regeringsleider Aung San Suu Kyi in opspraak vanwege het stilzwijgen en niet verzetten tegen de etnische zuiveringen die het leger pleegde tegen de islamitische minderheid in Rakhine. In december 2019 vertegenwoordigde Aung San Suu Kyi de regering van Myanmar in de door Gambia tegen het land aangespannen zaak bij het Internationaal Gerechtshof te Den Haag wegens de beschuldiging van genocide op Rohingya's. Dit leidde tot teleurstelling en kritiek bij haar internationale supporters.